# PomeraniaTV
TV Pomerania – komercyjna telewizja regionalna obejmująca zasięgiem Szczecin, Stargard, Gryfino, Kołbaskowo, Mierzyn i Przecław. Dodatkowymi miastami, w których można odbierać program stacji, od 2011 roku są: Sosnowiec i Dąbrowa Górnicza. Siedziba główna stacji mieści się w Szczecinie przy ul. Poznańskiej 3D. Telewizja dostępna jest w kablowej i cyfrowej ofercie sieci UPC oraz w sieciach Multimedia Polska S.A., Vectra S.A. i Sat-Mont-Service, program jest także nadawany na żywo na stronie internetowej. Codzienny program dociera za pośrednictwem sieci kablowych i cyfrowych do ponad 500.000 odbiorców na Pomorzu Zachodnim. Stacja współpracuje blisko z Telewizją Police, gdzie nadaje własny blok programowy, z Telewizją Słupsk, z którą od 2004 roku prowadzi aktywną wymianę programową, oraz z osiemdziesięcioma telewizjami lokalnymi w całej Polsce.

## Historia
Telewizja rozpoczęła nadawanie w roku 2004 pod nazwą TV7, na terenie osiedli Kaliny, Zachęty, Przyjaźni, Dąb oraz tzw. starego osiedla Mickiewicza (między ulicami Mickiewicza i Witkiewicza), w telewizji kablowej Vectra i Multimedia Polska na bazie istniejącego od lat dziewięćdziesiątych studia filmowego, produkującego audycje i krótkie formy m.in. na zlecenie TVP oraz Polsatu i RTL7. W październiku 2007 roku stacja rozpoczęła nadawanie w telewizji kablowej UPC, kolejnym operatorem, który włączył program do sieci, stał się Sat-Mont-Service. 12 października 2009 stacja zmieniła profil (z ogólnego na informacyjny), zmieniając jednocześnie nazwę.

## O telewizji
Obecnie TV Pomerania nadaje szesnastogodzinny program, siedem dni w tygodniu. Codzienną ramówkę wypełniają audycje publicystyczne i informacyjne, oraz reportaże i magazyny. Poranny blok programowy nadawany jest na żywo ze studia w Szczecinie i zawiera informacje lokalne i regionalne, oraz część publicystyczną i rozrywkową. Stacja nadaje także cogodzinne serwisy informacyjne, od rana do godziny 17.15 w formie informacyjnego flesza, od 17.15 do 23.15 - pełnego serwisu informacyjnego. Nadawane w pozostałych pasmach czasowych audycje można obejrzeć trzykrotnie, w cyklach powtórkowych. Telewizja trzykrotnie uzyskała nominację do nagrody Polskiej Izby Komunikacji Elektronicznej - "Kryształowy Ekran", za audycje "Malowane Wyobraźnią", "Moto7" i "Abordaż". W roku 2004 za audycje "Malowane Wyobraźnią" a w 2008 za audycję "Moto7" stacja została nagrodzona "Kryształowym Ekranem". Od marca 2010 do grudnia 2011 w TV Pomerania produkowany był także nominowany w tym samym konkursie, w roku 2004 (wówczas produkowany w Telewizji Słupsk) magazyn "Tylko o mnie".

## Audycje
- Serwis Informacyjny
- Galaktyka Pomerania
- Kochajmy muzyków
- Na fali
- Dzieje się w Szczecinie
- Tylko ważne sprawy
- Zachodniopomorskie Smaki
- Metamorfozy Par
- Metropolia Zmian
- Ostatnie Zdanie